# 成田市立神宮寺小学校
成田市立神宮寺小学校（なりたしりつ じんぐうじしょうがっこう）は、千葉県成田市玉造五丁目にある公立小学校。

## 要覧
本校の学区は成田ニュータウン北部地区にある。児童数は平成6年度をピークに15年度まで減少傾向であったが、平成22年7月に成田スカイアクセスの成田湯川駅が開業して以降、横ばいから微増している。
2024年現在、生徒数が減少しており、全学年1クラスのみで構成されている。

## 校内
校内は三階建てで、屋上が無い。学校外周に屋外プールがある。

## 沿革
- 1985年（昭和60年） - 創立

## 学区
玉造五丁目、玉造六丁目、玉造七丁目

## 進学先
- 成田市立玉造中学校